# カナディアンアイドル
カナディアンアイドル（Canadian Idol）は、カナダのテレビ局・CTVで2003年から2008年にかけて放送されたテレビ番組。ポップアイドルのカナダ版。

## 概要
番組は毎週月・火曜日に放送され、2003年6月1日に放送開始。ファイナルはトロントにあるジョン・バセット劇場（メトロ・トロント・コンベンションセンター内）で行われる。2008年のシーズン6はアメリカン・アイドル (シーズン7)終了直後の6月3日から9月10日まで放送された。

## 番組の流れ
まず、審査員がカナダ各地で行われるオーディションから始まる。シーズン4での実績はではエドモントン、イエローナイフ、バンクーバー、レジャイナ、ウィニペグ、モントリオール、オタワ、ハリファックス、セントジョン (ニューブランズウィック州)、キッチナー・ワーテルロー、トロントで行われ、オーディションの合格者がトロントでの最終予選に進む。
その後、最終予選で22名に絞り、ここから電話投票により毎週4名が脱落、最終的に10名まで絞る。ファイナルでは毎週1名が脱落し、最終週の決戦大会で優勝者を決める。

## 出演者
- 司会

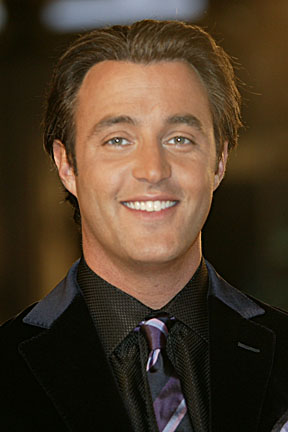
司会者のベン・マルルーニー

  - ベン・マルルーニー（2003年 - 2008年、元カナダ首相ブライアン・マルルーニーの息子）
  - ジョン・ドーア（Jon Dore, 2003年 - 2005年）
- 審査員
  - サス・ヨルダン
  - ファーリー・フェックス
  - ザック・ワーナー
  - ジェイク・ゴールド

## 歴代優勝者
- シーズン1(2003年)：ライアン・マルコム
- シーズン2(2004年)：ケィレン・ポーター
- シーズン3(2005年)：メリッサ・オニール
- シーズン4(2006年)：エヴァ・アビラ
- シーズン5(2007年)：ブライアン・メロ
- シーズン6(2008年)：テオ・タムズ

## その他番組出身者
- カーリー・レイ・ジェプセン（2007年のシーズン5で3位。その後2012年になって世界中が注目を集めた。）